# Бражникова, Мира Петровна
Бражникова Мира Петровна (род. 1927, Ростовская область) — советская инженер-проектировщик. Лауреат Премии Совета Министров СССР (1974).

## Биография
Родилась в 1927 году на территории нынешней Ростовской области.
В 1951 году окончила Ленинградский горный институт.
В 1952—1956 годах — инженер технического отдела института «Кривбасспроект». В 1956—1986 годах — инженер, руководитель группы, главный инженер проектов института «Механобрчермет».
Участвовала в разработке проектов обогатительных фабрик для рудоуправления имени Коминтерна, ЦГОКа, СевГОКа, ИнГОКа, осуществляла авторский надзор за строительством обогатительной фабрики Северного ГОКа.

## Награды
- Премия Совета Министров СССР (1974) — за участие в проектировании СевГОКа[1];
- Орден «Знак Почёта».